# Анфим (Сискос)
Митрополит Анфим Сискос (греч. Μητροπολίτης Άνθιμος Σίσκος; 1890, Пиргос — 26 апреля 1958, Салоники, Греция) — епископ Александрийской православной церкви, митрополит Нубийский, ипертим и экзарх Фиваиды. Профессор университета Аристотеля в Салониках.

## Биография
В 1922 году окончил Богословский институт Афинского университета.
Служил приходским священником в греческой церкви Будапешта.
В 1930 году перешёл в клир Александрийского патриархата, где служил главным секретарём Священного Синода.
8 декабря 1940 был хиротонисан во епископа Нубийского с возведением в сан митрополита.
Оставался в Хартуме до 1947 года. Как пишет Георгиос Камицис в книге «Το Σουδάν και ο ελληνισμός του» (Судан и его эллинизм), его поведение по отношению к общине было таково, что он был вынужден уйти.
В 1951 году был избран профессором церковного и канонического права богословского факультета Университета Аристотеля в Салониках.
Скончался в 26 апреля 1958 года в Салониках.

## Книги
- Η διοίκησις της Εκκλησίας, Εν Αθήναις : [χ.έ.], 1926-
- Η διοικητική οργάνωσις Της Ορθοδόξου Ελληνικής Εκκλησίας Αμερικής Βορείου και Νοτίου. Αλεξάνδρεια : Πατριαρχικόν Τυπογραφείον, 1933.
- Ο γάμος και το διαζύγιον. Αλεξάνδρεια : Πατριαρχικόν Τυπογραφείον, 1934.
- Το Κανονικόν Δίκαιον και η Φιλοσοφική Αρχή «Nullum crimen et nulla poena sine lege» Αριστοτέλειο Πανεπιστήμιο Θεσσαλονίκης. Θεσσαλονίκη, 1956
- Kανονικὸν καὶ Ἐκκλησιαστικὸν. Δίκαιον τῆς Oρθοδόξου Kαθολικῆς Ἐκκλησίας, Θεσ/νίκη 1957, σελ. 212—218.